# Dynit
Dynit – włoskie wydawnictwo, funkcjonujące od 1995 roku. Specjalizuje się w dystrybucji mangi i anime.
Znajduje się wśród czołowych wydawców mangi we Włoszech.